# 0,(9)=1
În matematică, 0,(9) (notat și 0,999...; ambele notații desemnează un zero, urmat de un număr infinit de zecimale cu valoarea 9) este o fracție periodică, egală cu 1. Cu alte cuvinte, următoarele trei simboluri:
- 0,(9)
- 0,999...
- 1

reprezintă același număr (real, rațional, întreg și natural).
| ipoteză   | 10 × 0,999… = 9,999…      |
| ipoteză   | c = 0,999…                |
| pasul 1   | 10c = 9,999…              |
| pasul 2   | 10c - c = 9,999… − 0,999… |
| pasul 3   | 9c = 9                    |
| concluzie | c = 1                     |

Demonstrația faptului că 0,(9) este de fapt 1 se poate realiza în mai multe modalități.
Una din acestea se bazează pe noțiunea de limită a unui șir:
{\displaystyle 0{,}999\ldots =\lim _{n\to \infty }0{,}\underbrace {99\ldots 9} _{n}=\lim _{n\to \infty }\sum _{k=1}^{n}{\frac {9}{10^{k}}}=\lim _{n\to \infty }\left(1-{\frac {1}{10^{n}}}\right)=1-\lim _{n\to \infty }{\frac {1}{10^{n}}}=1.\,}